# Cầu dầm cáp hỗn hợp
Cầu dầm cáp hỗn hợp sử dụng cấu trúc bao gồm những kết hợp các yếu tố chính của cầu dầm hộp và cầu dây văng.:85 Cái tên bắt nguồn từ từ extrados, cấu trúc lưng vòm, đề cập đến cách "dây cáp" trên cầu dầm hỗn hợp không được xem là như vậy trong thiết kế, nhưng thay vào đó được xem là bê tông ứng suất trước bên ngoài. Với khái niệm này, nó vẫn là một phần của cấu trúc thượng tầng của cầu.:1
So sánh với cầu dây văng hoặc cầu đúc hẫng có nhịp cầu tương đương, cầu dầm cáp hỗn hợp sử dụng tháp cầu hoặc trụ thấp hơn rất nhiều so với cầu dây văng, và kết cấu gầm cầu thấp hơn cầu đúc hẫng.:85–86
Dạng cầu dầm cáp hỗn hợp chủ yếu phù hợp với nhịp cầu dài trung bình từ 100 m (330 ft) và 250 m (820 ft), và hơn 50 cây cầu có thiết kế như vậy tính đến năm 2012.:16–26 Trong khi tốn nhiều kinh phí xây dựng của cầu dây văng hoặc cầu dầm, cầu dầm cáp hỗn hợp có thể tiết kiệm khoảng chi phí này.:387–388 Chúng thường được sử dụng khi các yêu cầu về chiều cao tổng thể, độ tĩnh không cho thuyền qua lại mà cầu dây văng và dầm không thể đáp ứng được.:15, 135–136